# Carousel Kings
I Carousel Kings sono un gruppo musicale easycore statunitense formatosi a Lancaster nel 2008.

## Stile musicale e influenze
Il loro sound è stato descritto come pop punk e easycore. Tra le sue influenze musicali il gruppo si ispira a blink-182, Green Day, A Day to Remember, August Burns Red, Jimmy Eat World, The Used, Animals as Leaders e Plini.

## Formazione

### Formazione attuale
- David Alexander – voce
- Will Barovick – chitarra, voce
- Danny Wilkins – batteria
- Cody Williams – basso, voce
- Kyle Fisher – chitarra

### Ex componenti
- Andrew Zell – basso, chitarra
- Luke Harvey – chitarra, voce
- Jarrod Galler – batteria
- Max Fastnacht – batteria, chitarra
- Jarrod Shirley – chitarra
- Kyle Cater – chitarra
- Wes Good – chitarra
- Brad Herr – chitarra
- Kyle Salaga – basso
- Carmen Carangi – chitarra, voce
- Matthew Bozievich – basso
- Clinton Tustin – chitarra (in tour)

## Discografia

### Album in studio
- 2010 – Speak Frantic
- 2012 – A Slice of Heaven
- 2014 – Unity
- 2015 – Duality
- 2017 – Charm City
- 2019 – Plus Ultra
- 2023 – Untitled Mixtape

### EP
- 2009 – Here Comes Trouble
- 2012 – Road Warrior

### Split
- 2013 – Carousel Kings/Reaganomics (con i Reaganomics)
- 2015 – Three Christmas Classics...A Four Song (con The Great Heights Band)